# Alexandre Mordvilko
Alexandre Konstantinovitch Mordvilko (en russe : Александр Константинович Мордвилко) est un zoologiste russe, né le 3 février 1867 à Stolovitchi dans la région de Minsk et mort le 12 juillet 1938 dans la région de Leningrad.
Il est le premier spécialiste de parasitologie au musée de zoologie de l’Académie des sciences de Russie. Il fait paraître des travaux sur les cycles de vie, souvent complexes, des parasites ainsi, qu’en 1909, des instructions pour la récolte et la conservation de vers parasites. À la tête du département de bryozoaires et de vers, il enrichit les collections helminthologiques en acquérant celles de Constantin Scriabine (1878-1972).